# Anthony Zimmer
Anthony Zimmer – francuski film fabularny z 2005 roku w reżyserii Jérôme'a Salle. Zdjęcia kręcono w Cannes, Nicei, Paryżu oraz na Ibizie.

## Opinie o filmie
- Kultura (dodatek do Dziennika Polska-Europa-Świat)[1]

Hitchcockowski suspens, dobre tempo, zmysłowa aura. Plus Sophie Marceau i Daniel Olbrychski w epizodzie.